# Paratemnoides ellingseni
Paratemnoides ellingseni es una especie de arácnido del orden Pseudoscorpionida de la familia Atemnidae.

## Distribución geográfica
Se encuentra en el centro y sur de África.